# Aeroporto di Billund

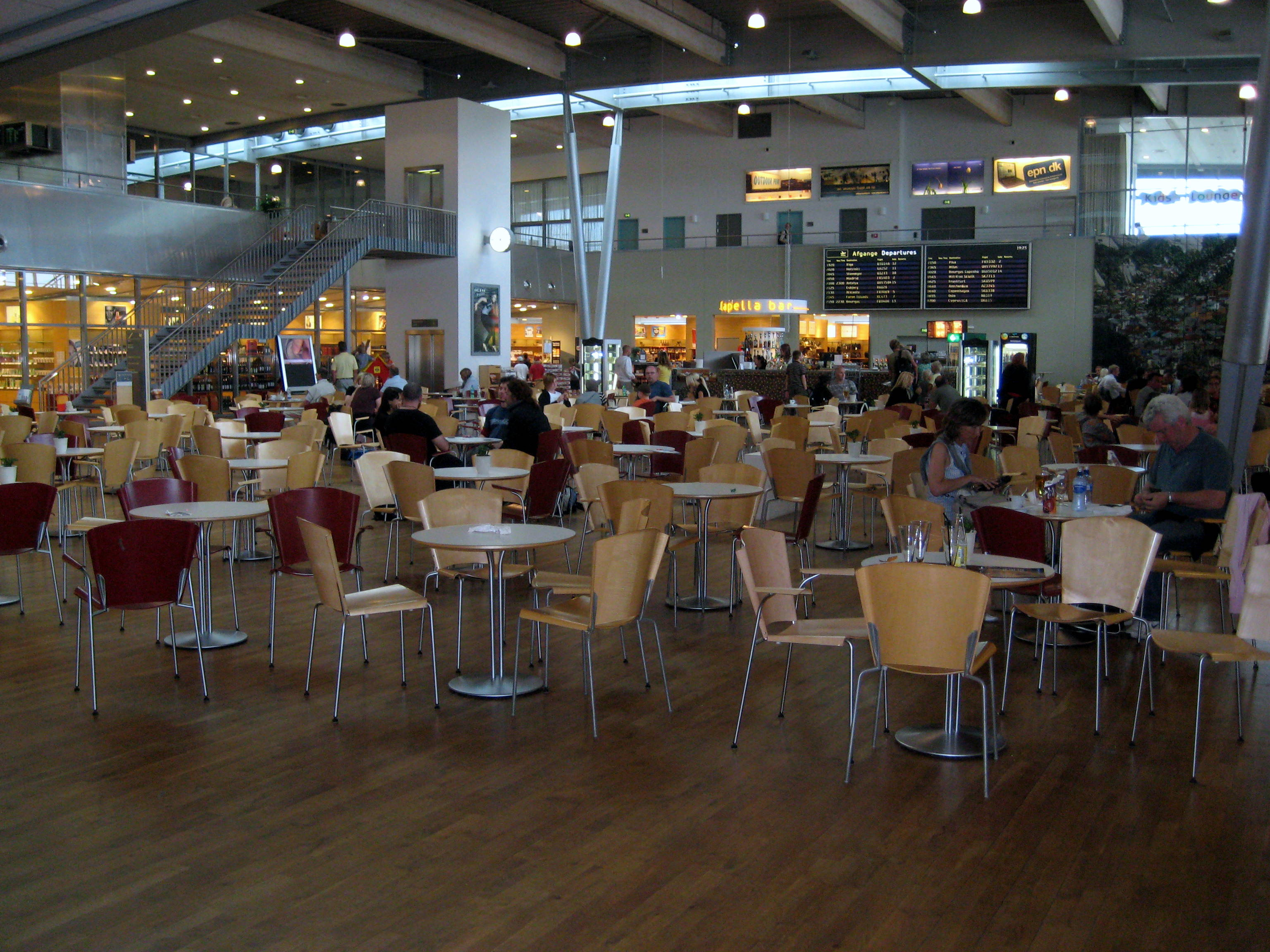
Il Capella Bar al secondo livello dell'aeroporto.

L'aeroporto di Billund (IATA: BLL, ICAO: EKBI) si trova a nord-est della cittadina di Billund in Danimarca. È uno degli aeroporti cargo più importanti del paese, ed opera anche voli charter e voli di linea. Nelle vicinanze dell'aeroporto si trova anche il parco di divertimenti Legoland Billund.

## Storia
Costruito all'inizio degli anni 60 dalla Billund Airport Cooperative Society, l'aeroporto fu aperto il 1º novembre 1964. La prima compagnia ad operare dalla scalo fu la SAS con voli nazionali verso Copenaghen mentre il primo volo internazionale fu operato verso l'Italia. Nel 1971 la pista fu allungata a 3.100 m per permettere uno stop-over ai Boeing 747 delle compagnie cargo che facevano la spola tra l'Asia e Stati Uniti.

## Caratteristiche
Dall'aeroporto transitano quasi due milioni di passeggeri all'anno e un quantitativo notevole di cargo.

## Trasporti
L'aeroporto è collegato alle principali città da un servizio pubblico con autobus.

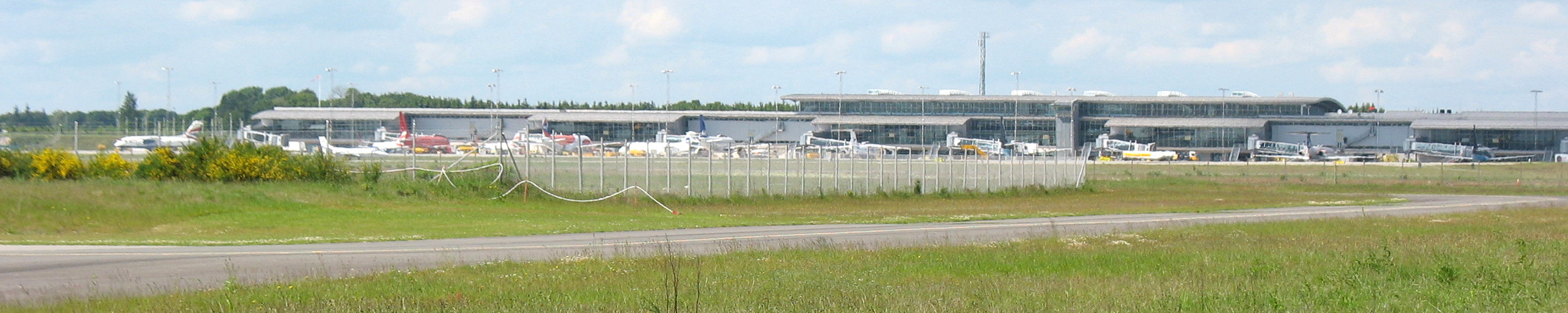
Aeroporto di Billund 2007

Distanze dall'aeroporto di Billund:
- Billund 3 km
- Vejle 28 km
- Kolding 41 km
- Esbjerg 61 km
- Århus 98 km
- Odense 104 km
- Copenaghen 261 km